# Victor Polster
Victor Polster est un acteur et danseur belge, né en 2002 à Bruxelles,.

## Biographie
Il est révélé en 2018 dans le rôle de la danseuse transgenre Lara, déclarée garçon à la naissance, dans le film Girl de Lukas Dhont. Il obtient le prix d'interprétation (non genré) de la sélection Un certain regard lors du Festival de Cannes 2018. Son interprétation est saluée par la presse internationale,,,.
Il est actuellement scolarisé à l'École royale de ballet d'Anvers (nl) dans le cadre d'un parcours professionnel de danseur.
Il a remporté le  Magritte  du meilleur acteur 2018, remis lors de la cérémonie le 2 février 2019.
Il fait partie de la troupe du Staatstheater de Nuremberg.

## Filmographie
- 2018 : Girl de Lukas Dhont : Lara[10]
- 2021 : Les Rivières Pourpres (saison 3, épisode 6) de Ivan Fegyveres : Claude